# Francis Walder
Francis Walder (* als Francis Waldburger  5. August 1906 in Brüssel; † 16. April 1997 in Paris) war ein belgischer Schriftsteller. 1958 erhielt er den  Prix Goncourt für seinen Roman Saint Germain ou la négociation.
Walder besuchte die königliche Militärakademie in Brüssel und war im Zweiten Weltkrieg belgischer Artillerieoffizier und fünf Jahre in deutscher Kriegsgefangenschaft. Nach Kriegsende war er auf belgischer Seite in diesbezügliche diplomatische Verhandlungen eingebunden. Als Schriftsteller wirkte er erst nach Ende seiner Militärkarriere.
Sein Roman Saint Germain ou la négociation handelt von den Verhandlungen zwischen dem französischen König und den Hugenotten, die zum Frieden von Saint-Germain (1570) führten. Es folgten noch zwei weitere historische Romane (einer über Vincent Voiture, der andere (Chaillot ou la coexistence) über Kardinal Richelieu und sein Verhältnis zum König und zum Herzog von Orleans). Er veröffentlichte auch philosophische Essays.

## Werke (Auswahl)
- L'existence profonde,  1953 (Essays)
- Les saisons de l'esprit,  Aubier, 1955 (Essays)
- Saint Germain ou la négociation, Gallimard 1958
  - Deutsche Übersetzung: Der Unterhändler, Zettner 1959
- Cendre et or, Gallimard, 1959
- Une lettre de Voiture, Gallimard, 1962
- Chaillot ou la coexistence P. Belfond, 1987, ISBN 9782714420923
- Le hasard est un grand artiste, P. Belfond, 1991